# 파블로 마리
파블로 마리 비야르 (Pablo Marí Villar, 1993년 8월 31일 ~ )는 스페인의 축구 선수로, 피오렌티나에서 센터백으로 뛰고 있다.